# Sven Hedlund Sings Elvis
Sven Hedlund Sings Elvis är ett musikalbum från 1967 med Svenne Hedlund. Albumet gavs ursprungligen ut på skivbolaget Olga och återutgavs sedan på skivbolaget Efel.

## Låtlista
Sida 1
1. I Need Your Love Tonight
2. As Long As I Have You
3. Girl Of My Best Friend
4. I Want To Be Free
5. Old Shep
6. A Fool Such As I

Sida 2
1. Kiss Me Quick
2. Can't Help Falling in Love
3. Love Me Tender
4. One Night
5. Are You Lonesome Tonight?
6. I'm Coming Home